# Aloara av Capua
Aloara av Capua, död 992, var furstinna av Capua som gift med furst Pandulf av Capua. Hon var regent i Capua mellan 982 och 992. 
När hennes make avled 981 efterträddes han av deras äldste son Landulf IV. När Landulf avled året därpå, fick hennes yngre son Landenulf II av Capua kejsaren Otto II:s tillstånd att efterträda honom trots att han var ett barn, under sin mors regentskap. 
Aloara ska ha regerat med visdom och mod och fick ett gott omdöme. Hon lät avrätta sin makes brorson för att skydda sin sons rättigheter. Hon avled 992. Året därpå avsattes Landenulf II av hennes yngre son Laidulf av Capua, som avsattes av kejsaren som den sista av sin dynasti 993.